# 塞西尔·皮尔斯
塞西尔·皮尔斯（英語：Cecil Pearce，1913年5月5日—2002年3月27日），澳大利亚男子赛艇运动员。他曾代表澳大利亚参加1938年大英帝国运动会赛艇比赛，获得一枚金牌。